# Димитър Дражев
Димитър Василев Дражев е скиор алпийски дисциплини, участвал като състезател и треньор на националния отбор по ски на България на зимните олимпийски игри в Сейнт Мориц 1948  и в Осло през 1952 г.. Впоследствие става председател на българската федерация по ски през 1946 и периода 1956 до 1962  и професор и завеждащ катедра ски във ВИФ „Георги Димитров“.